# Валенсуела (Філіппіни)
Валенсуела (тагал. Lungsod ng Valenzuela) — високоурбанізоване місто 1-го класу в національному столичному регіоні Філіппін. За даними перепису населення 2020 року, його населення становить 714 978 осіб.
Це 11-е за чисельністю населення місто в країні і розташоване приблизно в 14 кілометрах (8,7 миль) на північ від Маніли, столиці країни. Відповідно до Закону про Республіку № 7160 та 8526 Валенсуела віднесена до категорії високоурбанізованого, першокласного міста на основі класифікації доходів та кількості населення. Місто не має виходу до моря, розташоване на острові Лусон, межує з провінцією Булакан та містами Калоокан, Малабон та Кесон-Сіті. Валенсуела має спільну межу і доступ до річки Тенехерос-Туллахан з Малабоном.

## Назва

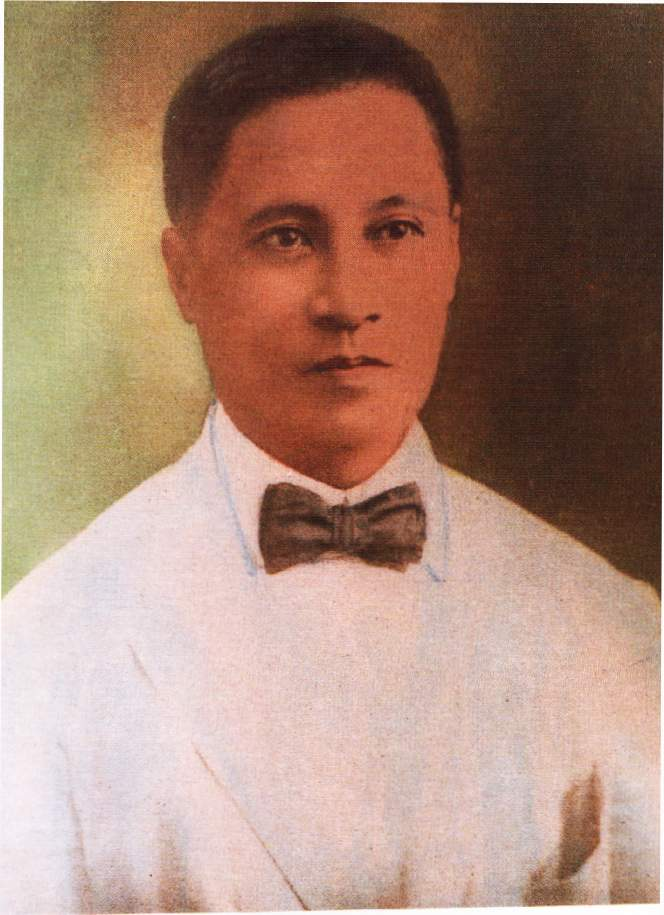
Піо Валенсуела (1869 - 1956)

Валенсуела була названа на честь Піо Валенсуели, лікаря, революційного діяча та члена Катіпунан, таємного патріотичного товариства метою якого була боротьба проти колоніального уряду Іспанії. Місто спочатку називалося Поло, що з тагальської мовою означає "острів". Битва при Манілі під час філіппінсько-американської війни велася в Поло в 1899 році. У 1960 році президент Карлос Полестіко Гарсія наказав розділити південні барангаї Поло, щоб утворити інше місто під назвою Валенсуела. Розкол був скасований президентом Діосдадо Макапагалом у 1963 році після політичних розбіжностей, і нове об’єднане місто було названо Валенсуела. Сучасна Валенсуела з її кордонами була зафрахтована в 1998 році. 

## Політика

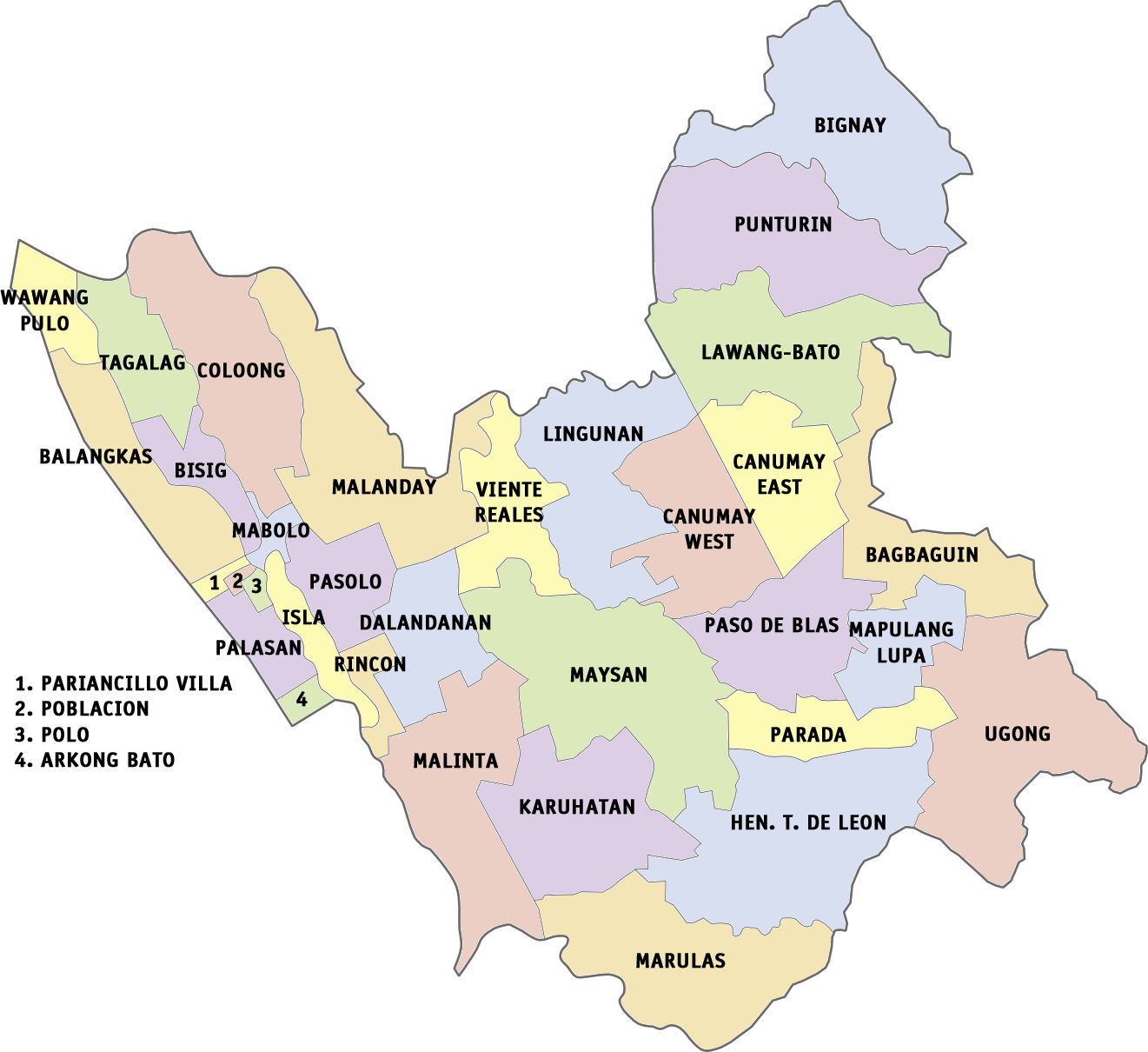
Політична карта Валенсуели

### Місцевий уряд
Як і інші міста на Філіппінах, Валенсуела керується мером і віце-мером, які обираються на три роки. Міський голова є виконавчим головою, який керує управліннями міста у виконанні розпоряджень міста та надання державних послуг. Віце-мер очолює законодавчу раду, яка складається з 14 членів: по шість радників від кожного з двох районів міста та два посади за посадою, які займає президент Асоціації голів барангаїв як представник сектору барангаїв.

### Судова система і поліція
Верховний суд Філіппін визнає п'ять регіональних судів першої інстанції та два столичних суди першої інстанції у Валенсуелі, які мають загальну юрисдикцію щодо населення міста.
Міська поліцейська дільниця Валенсуели (VCPS) є однією з чотирьох міських відділень поліції в Північному поліцейському окрузі під юрисдикцією офісу поліції столичного регіону країни. Сьогодні у поліцейській дільниці працюють понад 500 поліцейських.

## Населення
Згідно з переписом населення 2020 року, загальна кількість населення міста Валенсуела становить 714 978 осіб, що є 7-м за чисельністю населення в Національному столичному регіоні (NCR) і 13-м на Філіппінах. Це збільшення на 7,8 відсотка з 575 356 осіб у 2010 році при річному темпі зростання 1,45%

## Транспорт

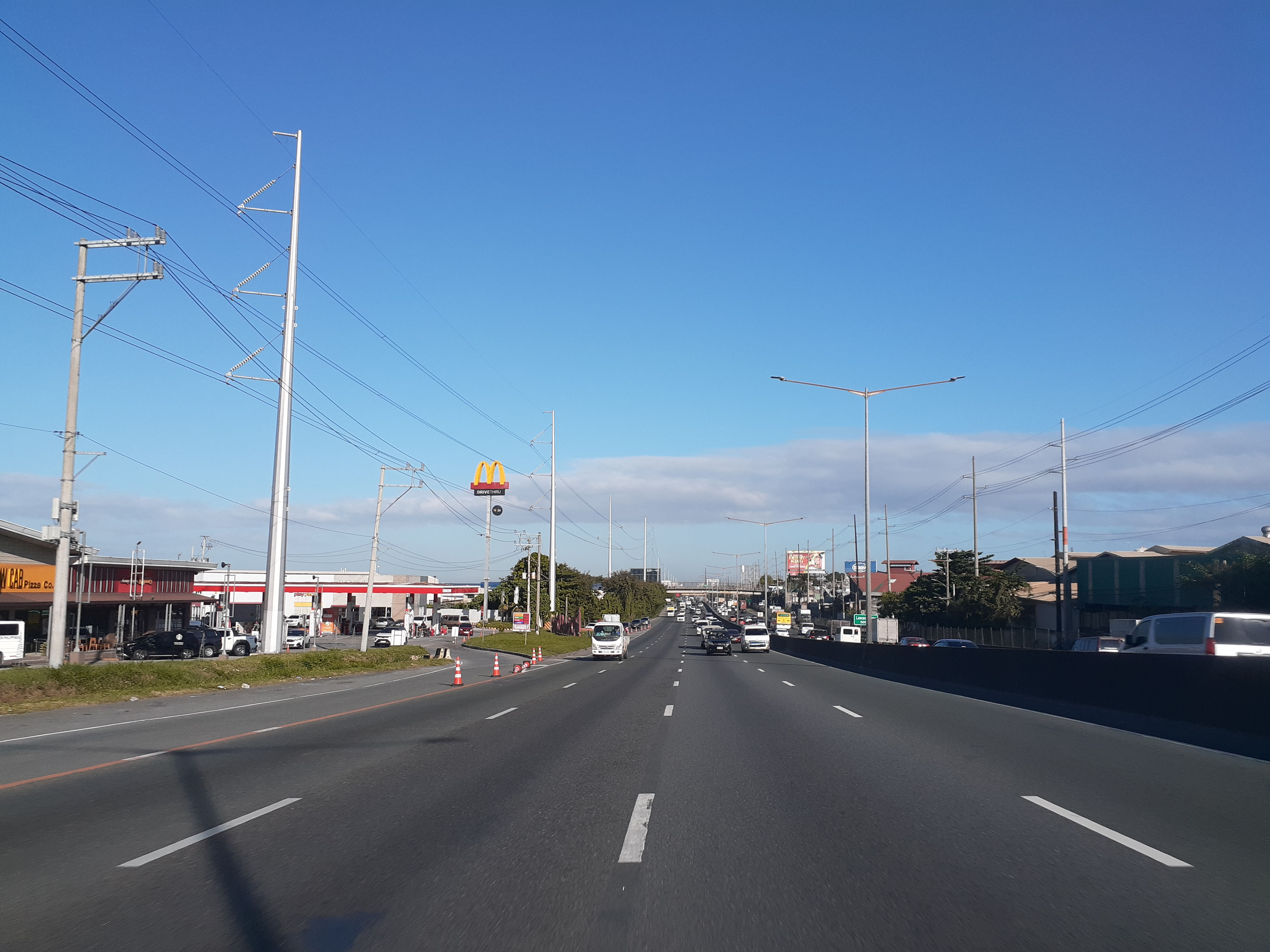
Швидкісна автомагістраль Північного Лусона

Через Валенсуелу проходять такі швидкісні дороги, як Північний Лусон (NLEX) і проект NLEX Harbour Link. 
Валенсуела також пов'язана з Булаканом через Манільське північне шосе (MNR), яке закінчується біля пам'ятника Боніфачо в Калоокані.
Термінал комплексу шлюзів Валенсуела в Пасо-де-Блас визначено Управлінням розвитку столичної Маніли як північний провінційний автобусний термінал Маніли. Інші види транспорту включають джипні.

## Галерея

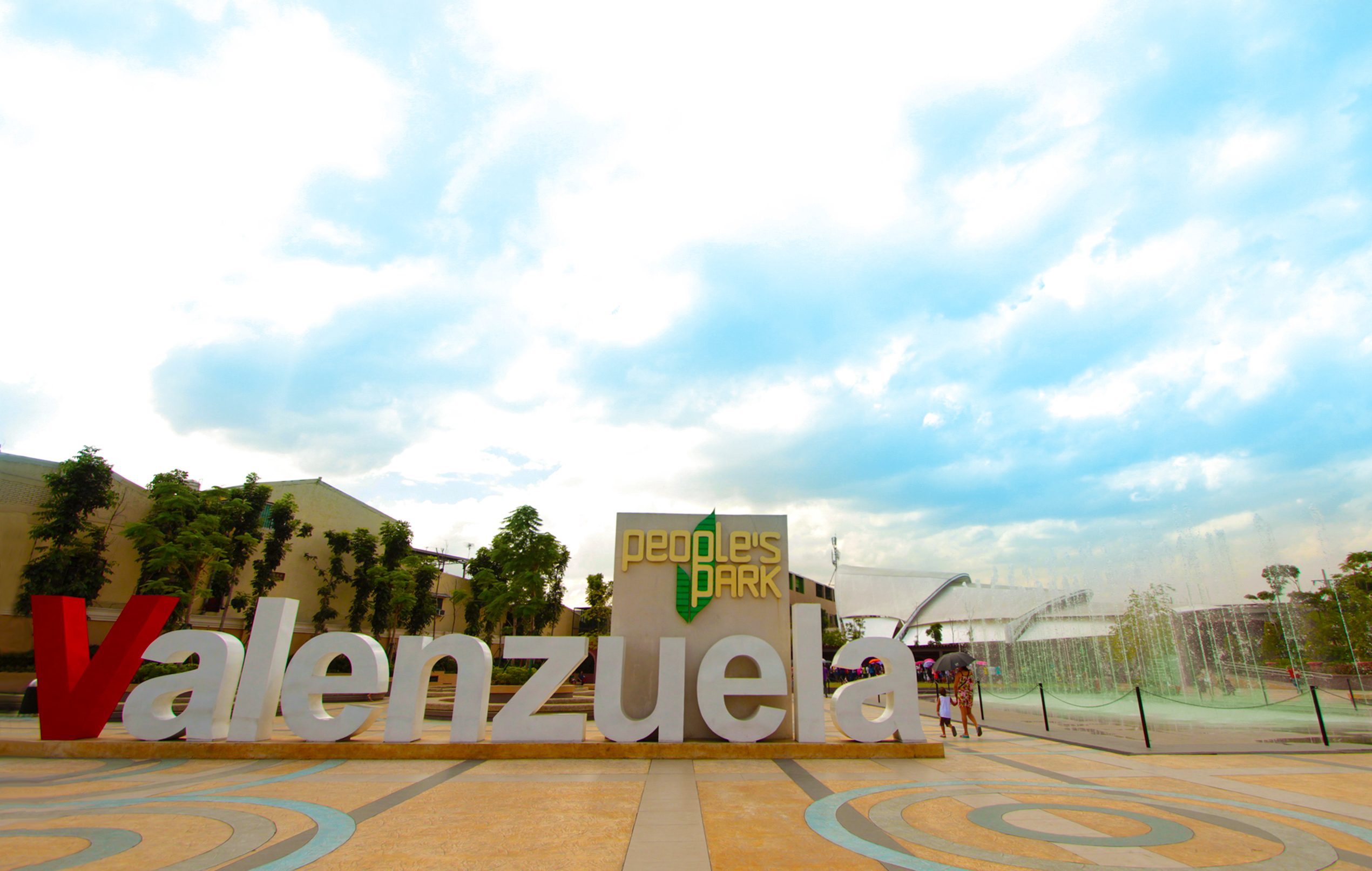
Народний парк Валенсуели
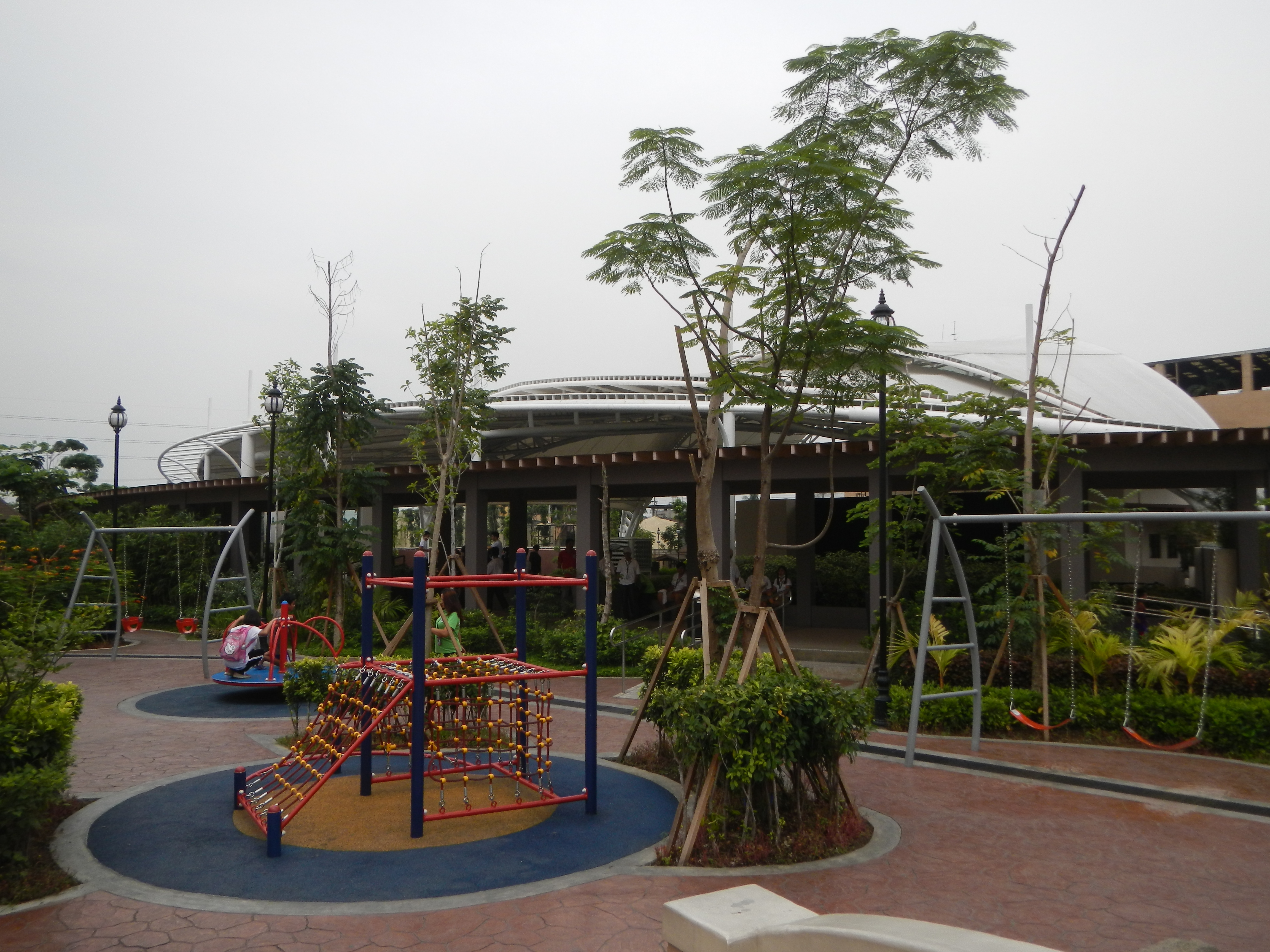
Народний парк Валенсуели
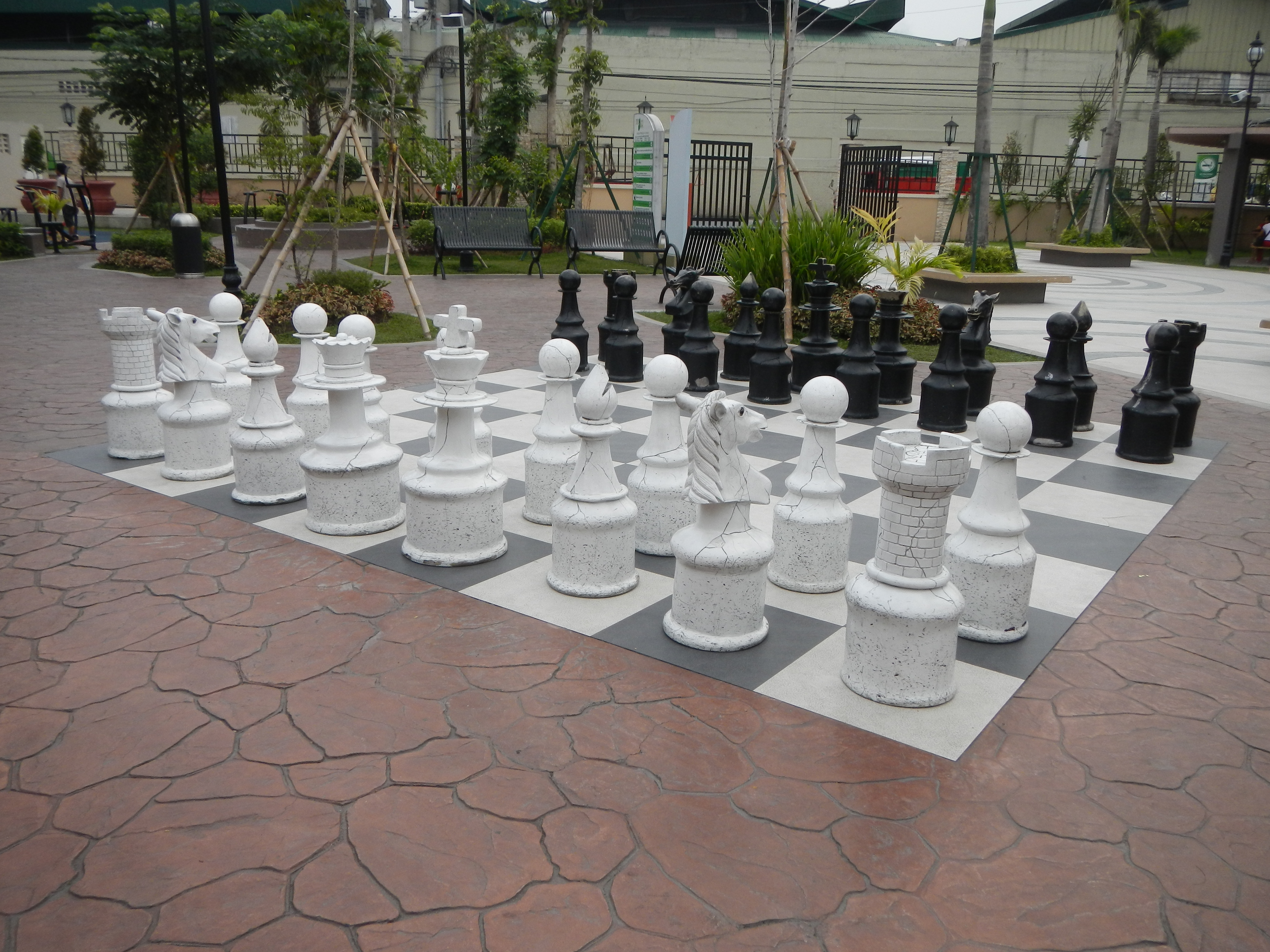
Народний парк Валенсуели
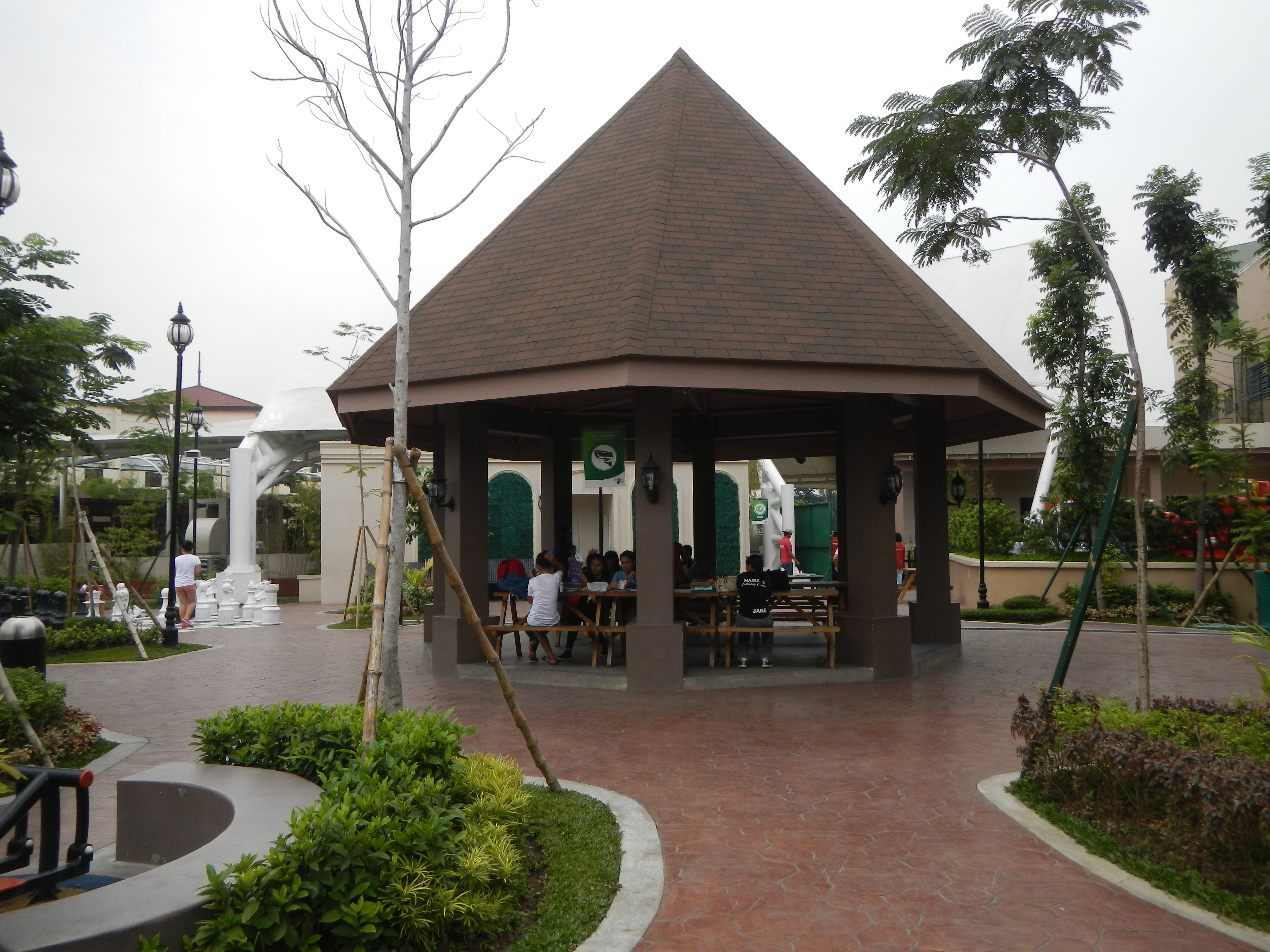
Народний парк Валенсуели
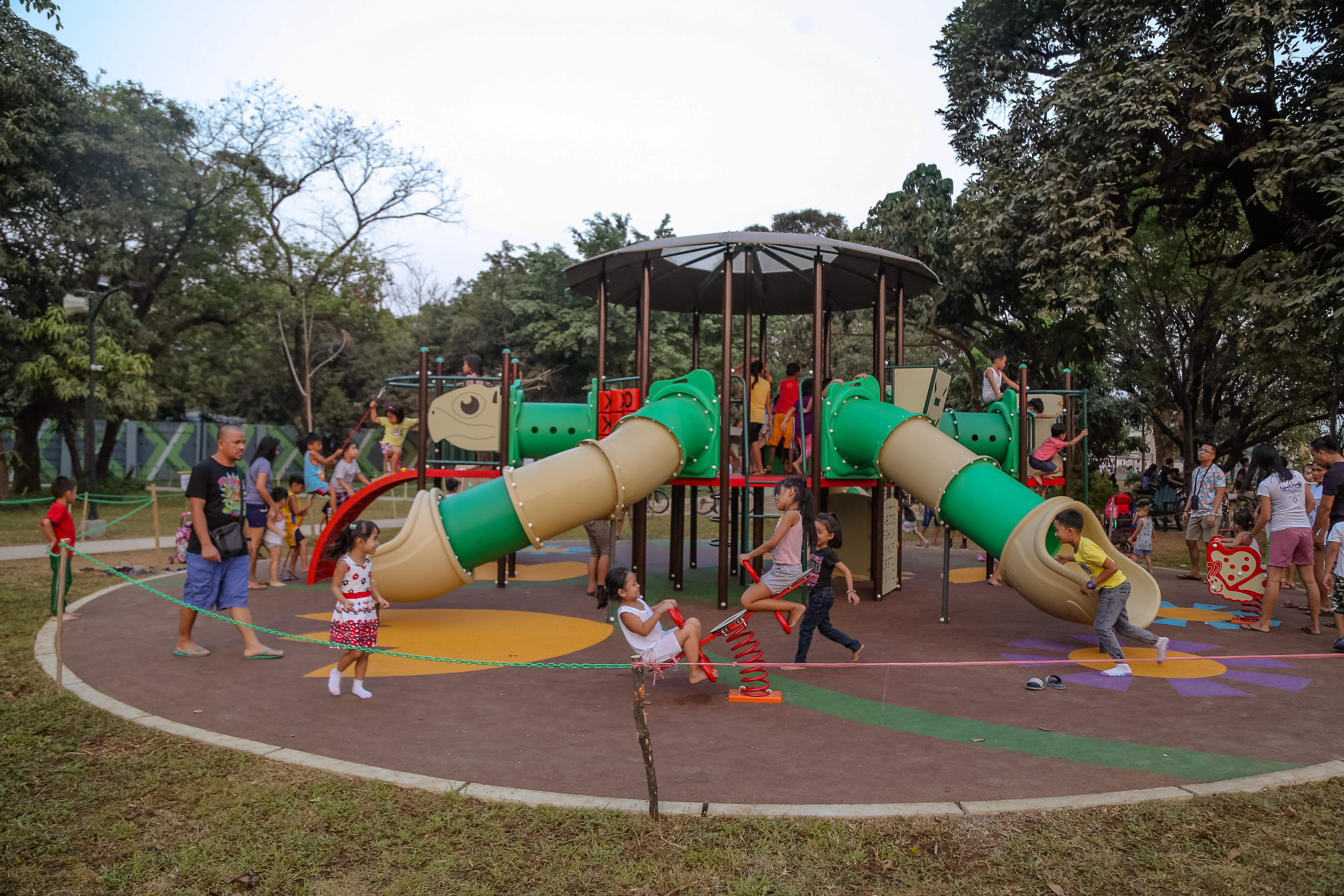
Сімейний парк Валенсуели
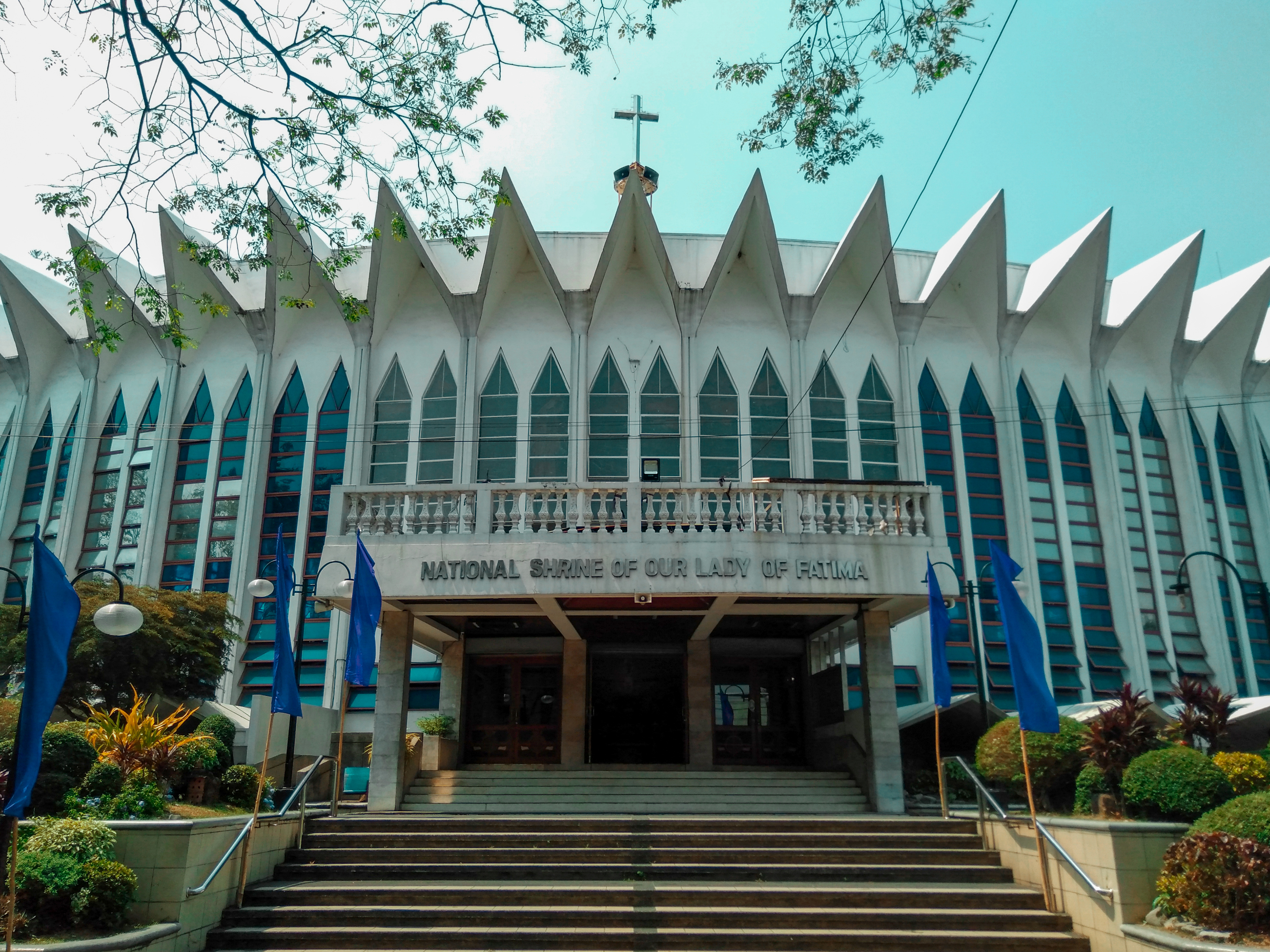
Національний храм Матері Божої Фатімської
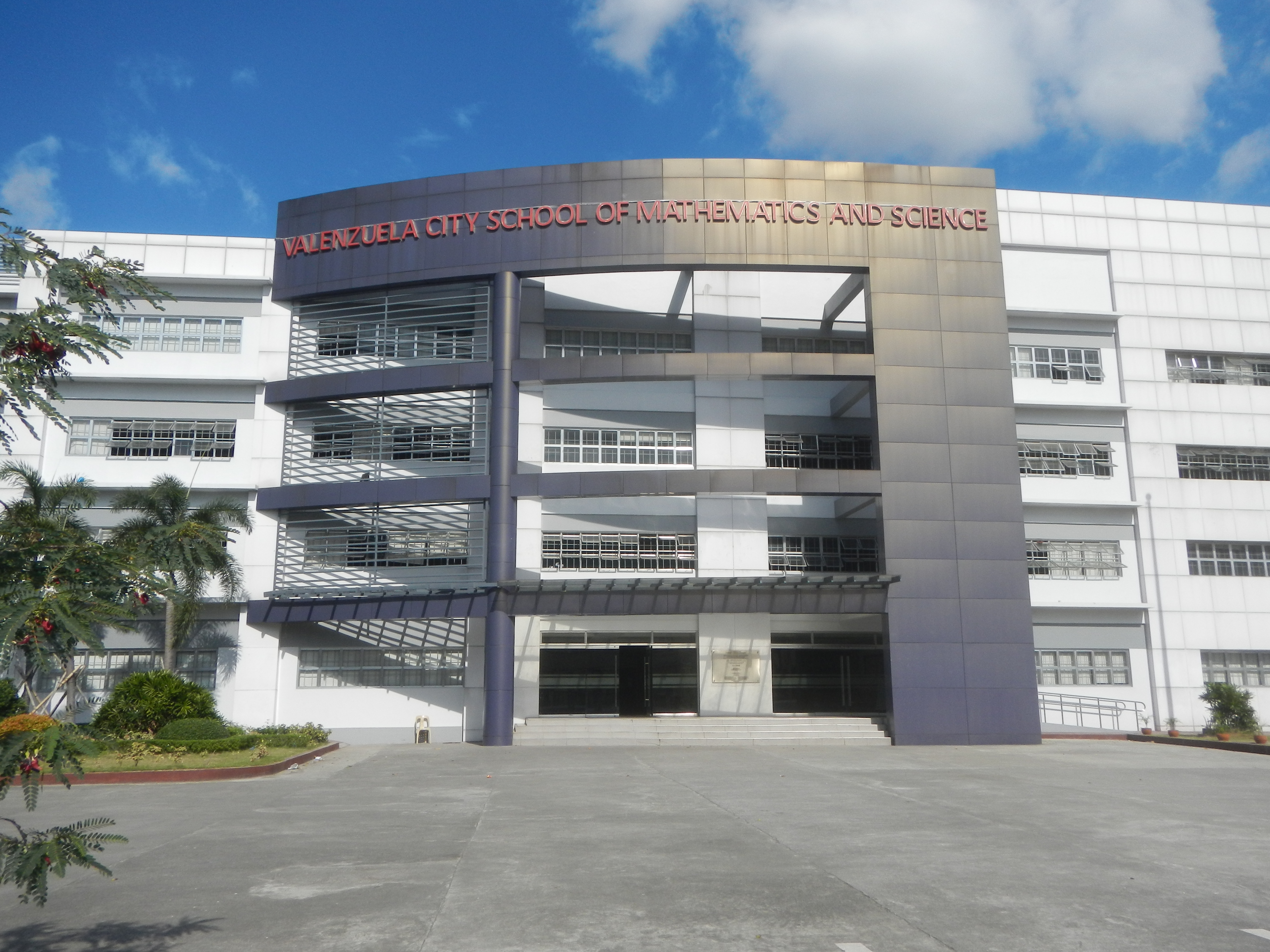
Школи з математики міста Валенсуела
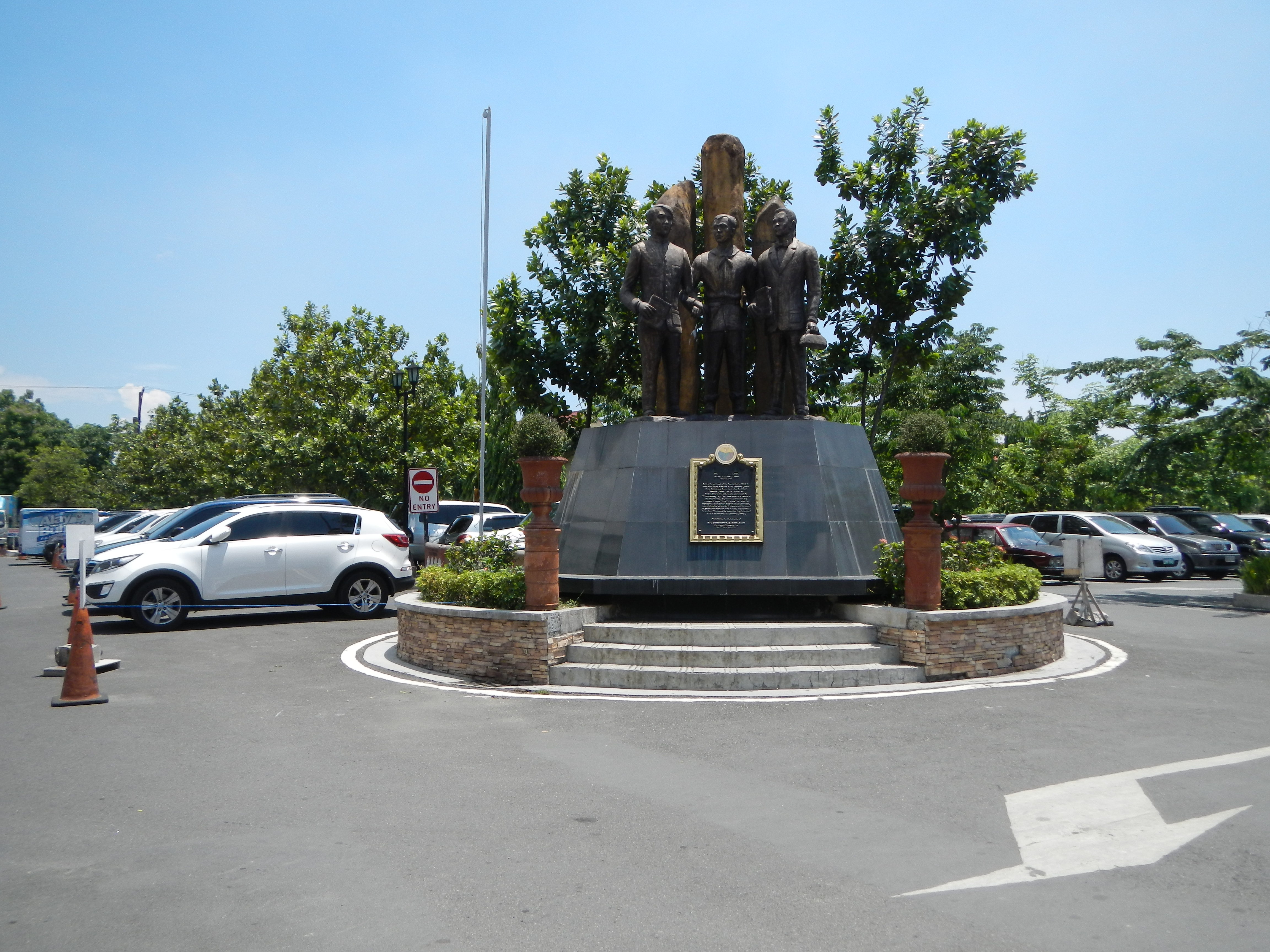
Пам'ятник Тріумвірату
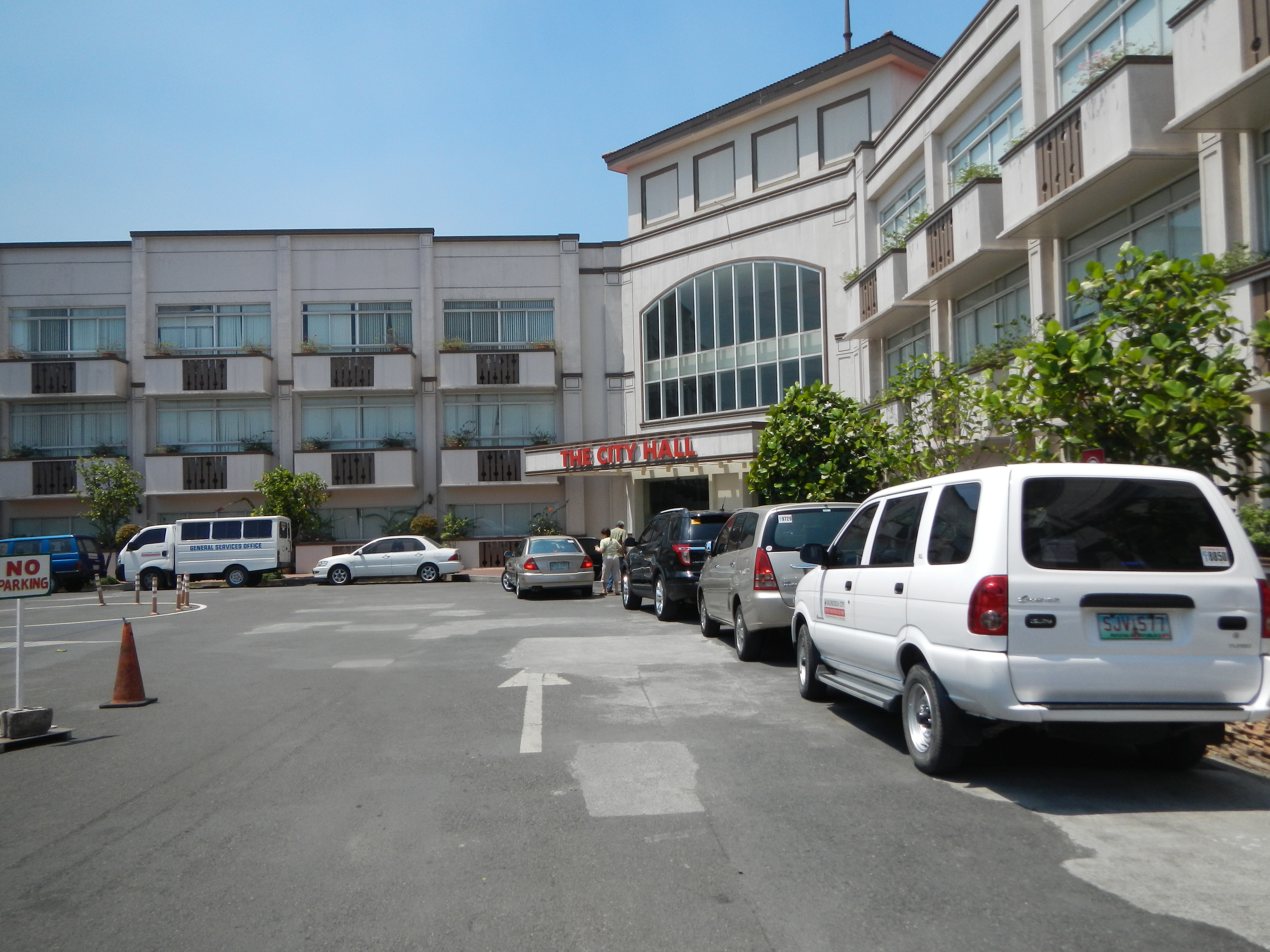
Мерія Валенсуели
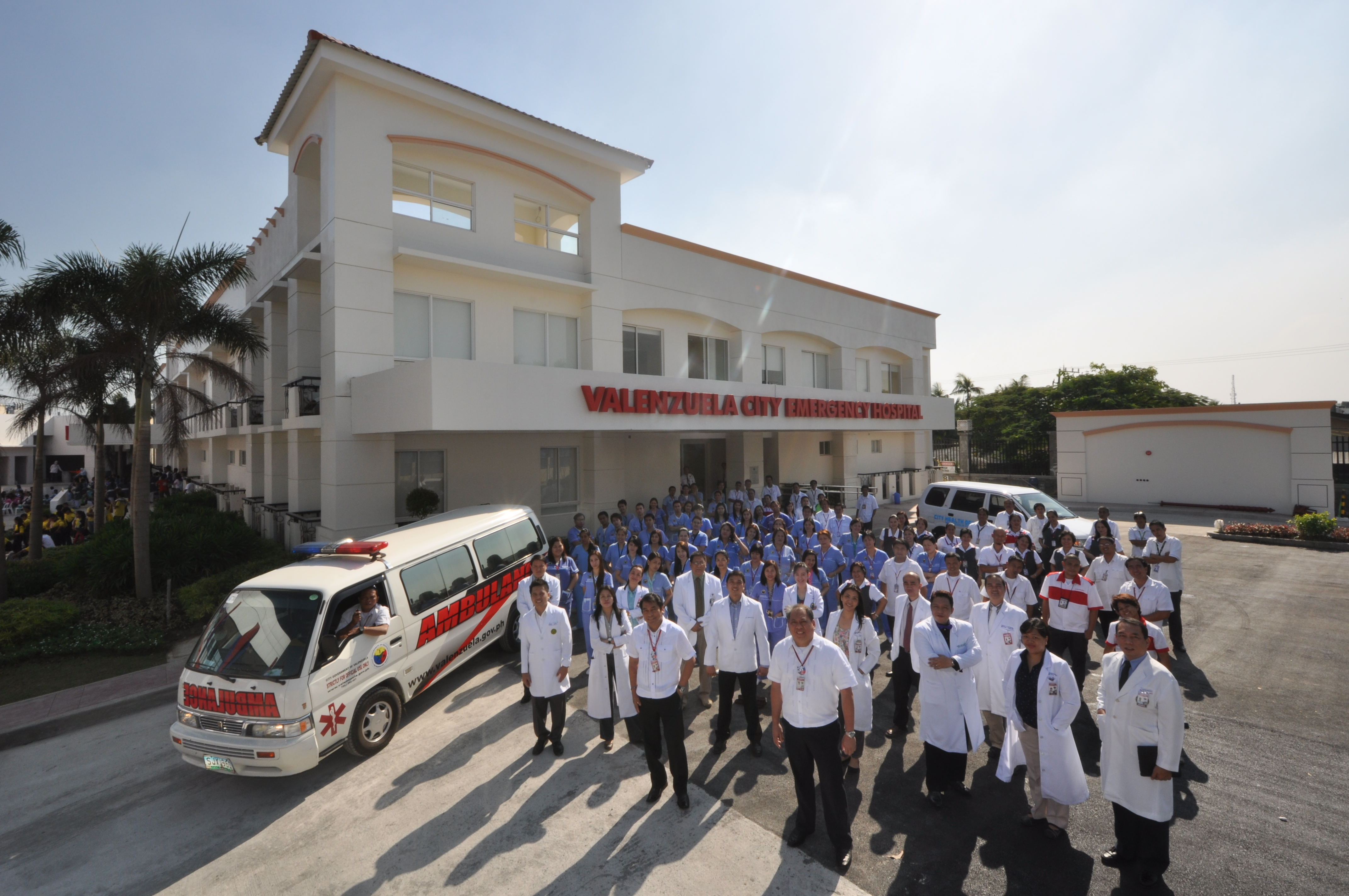
Міська лікарня швидкої допомоги Валенсуели
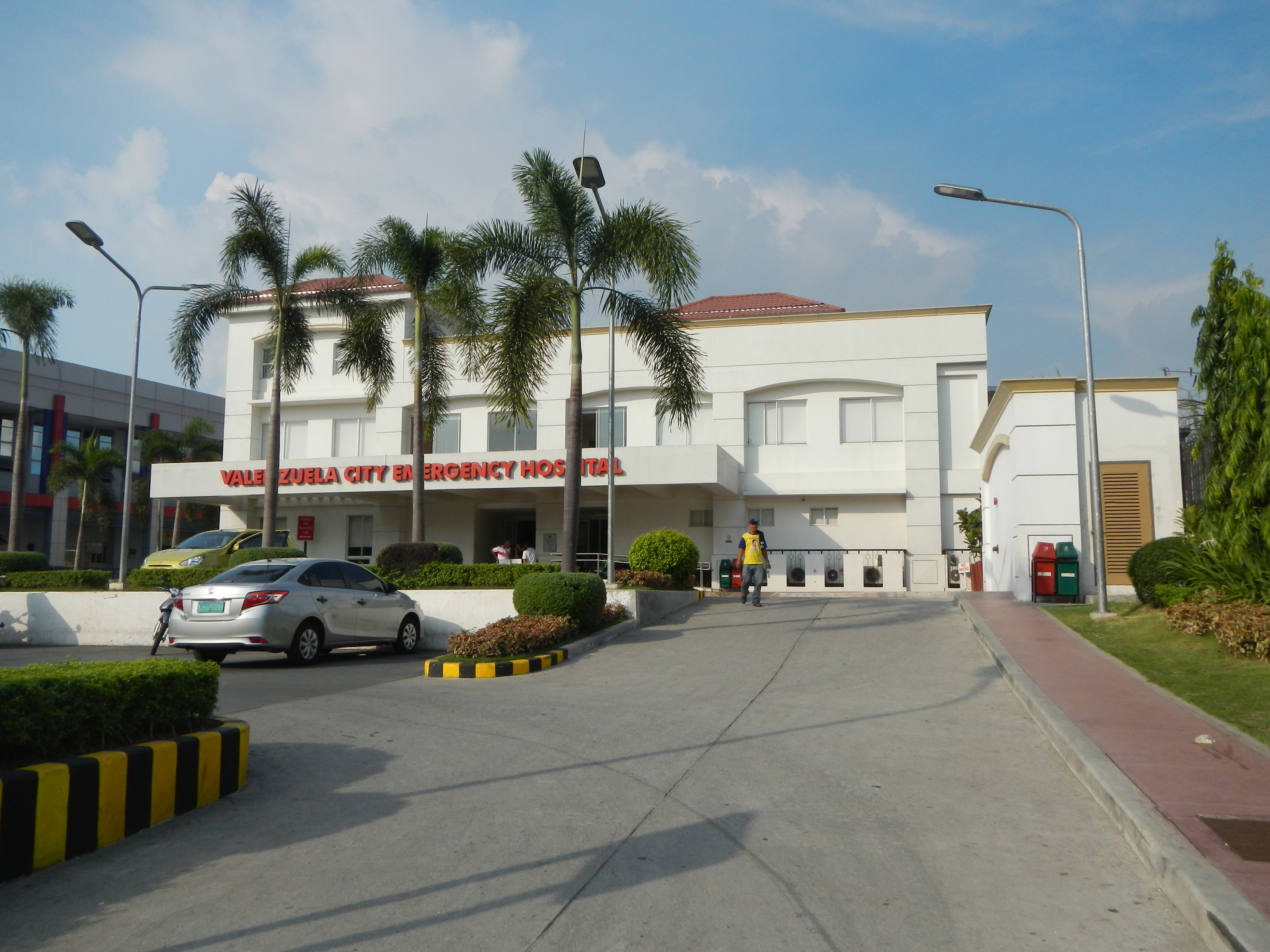
Міська лікарня швидкої допомоги Валенсуели